# WB Games Montréal
WB Games Montréal Inc. es un desarrollador de videojuegos canadiense con sede en Montreal, Quebec. Es una subsidiaria de Warner Bros. Interactive Entertainment y es conocida por desarrollar Batman: Arkham Origins.

## Historia
WB Games Montréal fue fundada en 2010 por Martin Tremblay, Martin Carrier y Reid Schneider. El estudio es actualmente propiedad de Warner Bros.. Uno de los títulos del estudio, Batman: Arkham Origins, se exhibió al público en la Electronic Entertainment Expo (E3) de 2013, y recibió dos nominaciones de los Game Critics Awards al Mejor Juego de Acción y Aventura y al Mejor Juego para Consola. El juego también fue reconocido en el evento por: "Mejor videojuego" de Forbes; "Mejor juego de acción" de Game Informer; "Mejor juego relacionado con cómics" de Newsarama; y "Mejor juego para Xbox 360" de IGN. Tras la liberación de Batman: Arkham Origins, recibió críticas positivas. Sin embargo, la compañía recibió una cantidad significativa de críticas por no haber realizado las pruebas adecuadas sobre el juego antes de su lanzamiento, así como por negarse a abordar una serie de errores que rompían el juego y que plagaban el título, prefiriendo centrarse en el desarrollo y la publicación de DLC de pago.
Durante una entrevista en el podcast de Humans of Gaming en octubre de 2018, el diseñador de juegos senior de WB Games Montréal, Osama Dorias, confirmó que dos videojuegos basados en DC Comics están actualmente en desarrollo en el estudio.

## Juegos desarrollados
| Año  | Título                                                                                                 | Plataforma(s) | Plataforma(s) | Plataforma(s) | Plataforma(s) | Plataforma(s) | Plataforma(s) | Plataforma(s) | Plataforma(s) | Plataforma(s) | Plataforma(s) | Plataforma(s) |
| Año  | Título                                                                                                 | iOS           | PS4           | PS3           | Web           | Wii U         | Win           | XOne          | X360          | PS5           | XSX/S         | PC            |
| ---- | --- | ------------- | ------------- | ------------- | ------------- | ------------- | ------------- | ------------- | ------------- | ------------- | ------------- | ------------- |
| 2012 | Batman: Arkham City Armored Edition                                                                    | No            | No            | No            | No            | Sí            | No            | No            | No            | No            | No            | No            |
| 2013 | Cartoon Universe                                                                                       | No            | No            | No            | Sí            | No            | No            | No            | No            | No            | No            | No            |
| 2013 | Batman: Arkham Origins                                                                                 | No            | No            | Sí            | No            | Sí            | Sí            | No            | Sí            | No            | No            | No            |
| 2014 | Lego Legends of Chima Online                                                                           | Sí            | No            | No            | Sí            | No            | No            | No            | No            | No            | No            | No            |
| 2015 | Batgirl: A Matter of Family (Historia para Batman: Arkham Knight, desarrollado por Rocksteady Studios) | No            | Sí            | No            | No            | No            | Sí            | Sí            | No            | No            | No            | No            |
| 2021 | Gotham Knights                                                                                         | No            | No            | No            | No            | No            | No            | No            | No            | Sí            | Sí            | Sí            |
| TBA  | Videojuego basado en DC Comics                                                                         | TBA           | TBA           | TBA           | TBA           | TBA           | TBA           | TBA           | TBA           | TBA           | TBA           | TBA           |